# 5-й конно-артиллерийский дивизион
5-й конно-артиллерийский дивизион — конно-артиллерийская часть (дивизион) в составе 5-й кавалерийской дивизии 16-го армейского корпуса Российской Императорской армии.
Дислокация:
- 1875 — 1912 год — Здунская-Воля, Калишской губернии [1];
- 1913 год — Самара.

## Наименование
В период времени своего существования дивизион имел следующие наименования:
- 1882 — 1907 — 10-й конно-артиллерийский дивизион.
- 1907 — 1918 — 5-й конно-артиллерийский дивизион.

## Боевые действия

### В Первой Мировой войне
В Первой Мировой войне в составе 5-й кавалерийской дивизии. С началом войны — в Восточно-Прусской операции. В 1915 году — на Юго-Западном фронте. Далее — на Двинском рубеже.

### В Гражданской войне
Летом 1918 года командиром дивизиона капитаном Василием Вырыпаевым на базе тылового парка дивизиона в Самаре создана 1-я Волжская отдельная артиллерийская батарея. Батарея вошла в состав Народной армии КОМУЧа под командованием подполковника Каппеля. С января 1919 года — в составе Волжской кавалерийской бригады Волжского корпуса генерала Каппеля.

## Командиры 5-го (10-го) конно-артиллерийского дивизиона
- 1.01.1897 — 1.01.1900 — подполковник Коломейцев, Василий Васильевич [3]
- 1.01.1901 — 1.01.1904 — подполковник Баньковский, Владимир Александрович [4]
- ?-22.09.1906 — полковник Ромишевский, Модест Владиславович
- 22.09.1906 — 05.05.1909 — флигель-адъютант полковник Гаврилов, Василий Тимофеевич
- 26.05.1909 — после 01.03.1914 (18.01.1916?) — полковник Милович, Дмитрий Яковлевич